# Mario Beccaria
Mario Beccaria (18. juni 1920 i Sant'Angelo Lodigiano, Italien – 22. november 2003) var en italiensk politiker og borgmester. Han var medlem af det kristendemokratiske parti Democrazia Cristiana.
Efter at have været borgmester fra 1960 til 1964 var han parlamentsmedlem fra 1968 til 1976, og fra 1972 til 1974 var han sekretær i Kommissionen IX.
I Sant'Angelo Lodigiano er der dedikeret en gade til ham.;